# The Super League

Logo der Super League (2021)

The Super League (deutsch „Die Superliga“), auch European Super League, kurz Super League, ab 2024 auch Unify League, ist ein geplanter Wettbewerb für europäische Fußball-Vereinsmannschaften der Herren. Er soll die Wettbewerbsfähigkeit des Profifußballs verbessern und als offenes Format ohne feste Mitglieder realisiert werden.
Die Super League wurde im April 2021 von zwölf Fußballvereinen aus England (FC Arsenal, FC Chelsea, FC Liverpool, Manchester City, Manchester United, Tottenham Hotspur), Italien (AC Mailand, Inter Mailand, Juventus Turin) und Spanien (FC Barcelona, Atlético Madrid, Real Madrid) angestoßen. Ursprünglich sollte eine Liga errichtet werden, für die sich neben 15 dauerhaften Mitgliedern fünf weitere Mannschaften für je eine Saison qualifizieren können sollten. Als Motive der Vereine wurden hauptsächlich finanzielle Interessen diskutiert, da sie die bisherige Vermarktung der UEFA Champions League als nicht ausreichend ansehen. Die Spiele hätten ebenfalls in der Woche stattfinden sollen, da die Vereine weiterhin in ihren nationalen Ligen zum Wochenende antreten wollten.
Nach massiver Kritik von Verbänden, Vereinen, Spielern und Fans zogen sich die meisten Klubs vom Projekt zurück. Im Oktober 2021 führte dies zur Änderung der Super League als offene Liga mit zwei Spielklassen aus jeweils 20 Vereinen, die dennoch in Konkurrenz zur Champions- und UEFA Europa League stehen soll. 2022 nahmen die Partner einen neuen Anlauf: 2023 wurde ein angepasstes Konzept vorgestellt, das mehrere Spielklassen mit 60 bis 80 Teams enthielt.
Spanische Gerichte hatten FIFA und UEFA untersagt, die Entwicklung der Super League zu behindern. Der Europäische Gerichtshof in Luxemburg urteilte im Dezember 2023 ebenfalls, dass die UEFA eine solche Liga nicht unterbinden dürfe.

## Vorgeschichte

### Erste Pläne (1980er-Jahre)
1988 legte Alex Fynn, der damals bei der Werbeagentur Saatchi & Saatchi arbeitete, anlässlich der Vorstellung eines Fußball-Jahrbuchs in Großbritannien einen Zehn-Punkte-Plan vor, mit der der damals kriselnde Fußball modernisiert werden solle. Er schlug vor, dass die führenden Vereine des Kontinents in einer europäischen Superliga spielen sollten. Nachdem Fynn den damaligen Besitzer des AC Mailand, Silvio Berlusconi, für seine Idee gewann, wurde der UEFA ein Konzept präsentiert, das den damaligen Europapokal der Landesmeister reformieren sollte, unter anderem durch eine Modusänderung weg vom K.-o.-System hin zur Einführung von Gruppen.
Die UEFA lehnte zunächst ab. Nachdem Berlusconi auch andere Klubs wie Real Madrid über seine Pläne informiert und damit den Druck auf die UEFA erhöht hatte, setzte diese zur Saison 1992/93 dann einen Großteil der Forderungen um, benannte den Europapokal der Landesmeister in UEFA Champions League um und reformierte den Wettbewerb grundlegend, um eine Abspaltung der Top-Vereine zu verhindern. In der Folge wurde die UEFA immer wieder unter Druck gesetzt. Ende der 1990er-Jahre wurden Pläne der italienischen Werbefirma Media Partners bekannt, die vorsahen, dass sich die 16 wichtigsten europäischen Vereine von der UEFA abspalten. Erneut wurde gegengesteuert, die Teilnehmerzahl der Champions League von 24 auf 32 erhöht und die Begrenzung von einem teilnehmenden Verein je Nation aufgehoben.

### Verschiedene Investoren (2016)
Nachdem es einige Zeit keine neuen Absichten hinsichtlich einer Super League gegeben hatte, wurden im Frühjahr 2016 gleich mehrere Pläne verschiedener Investoren bekannt. Der chinesische Bauträger Dalian Wanda Group etwa gab bekannt, eine Konkurrenz zur Champions League zu planen, mit oder ohne Beteiligung der UEFA. Der Präsident der European Club Association (ECA) Karl-Heinz Rummenigge schloss kurz zuvor bereits nicht aus, „dass man in Zukunft eine europäische Liga gründet, in der die großen Teams aus Italien, Deutschland, England, Spanien und Frankreich spielen, ob von der UEFA oder privat organisiert“. Etwa im selben Zeitraum beriet sich der US-amerikanische Milliardär Stephen M. Ross mit fünf Klubs der englischen Premier League über die Gründung einer European Super League.
Wie ernst diese Überlegungen waren, oder ob es sich nur – wie von einigen Beobachtern vermutet – um eine Drohkulisse gegenüber der UEFA handelte, die Champions League finanziell weiter lukrativer zu machen, war unklar. Zur Saison 2018/19 bekamen die Vereine aus den wichtigsten europäischen Ligen jedenfalls weitere Planungssicherheit, denn England, Spanien, Deutschland und Italien wurden erstmals vier sichere Startplätze (statt wie bisher drei) zugesichert.

### Veröffentlichung in Football Leaks (2018)
Aus 2018 veröffentlichten Dokumenten der Enthüllungsplattform Football Leaks ging hervor, dass die Einführung einer Super League konkret bevorstehen sollte. Demnach war eine Durchführung der European Super League ab der Spielzeit 2021/22 geplant. Die Liga sollte privat von einer spanischen Firma betrieben werden, an der die teilnehmenden Clubs Anteile halten würden. Eine Zusammenarbeit mit der UEFA war nicht geplant.
Unter den Gründungsmitgliedern seien demnach elf Topklubs, unter anderem auch der FC Bayern München. Karl-Heinz Rummenigge bekräftigte allerdings, dass man zur Mitgliedschaft in der Bundesliga und, „solange ich Vorstandvorsitzender des FC Bayern bin, auch zu den von UEFA und ECA gemeinsam organisierten Klub-Wettbewerben“ stehe. Hans-Joachim Watzke bestätigte Gespräche über eine Super League, schloss eine Teilnahme allerdings aus, sollte damit das Ausscheiden von Borussia Dortmund aus der Bundesliga verbunden sein.

### Plan einer European Premier League (2020)
Der FC Liverpool und Manchester United planten ein neues Projekt, wie im Oktober 2020 bekannt wurde. Die „European Premier League“ sei als Turnier geplant, das von der FIFA unterstützt werden soll. Das Projekt sollte die nationalen Ligen jedoch nicht ersetzen, sondern ein zusätzliches Ereignis sein. Geldgeber sollten das Turnier wohl mit fünf Milliarden Euro unterstützen.

## Ankündigung

### Mitglieder
Am 18. April 2021 kündigten zwölf europäische Fußballvereine einen Wettbewerb namens „The Super League“ an. In der Deloitte Football Money League, einer Liste der umsatz- und einnahmenstärksten Fußballvereine, belegen sie seit Jahren einen der vorderen Plätze.
| Land (nationale Liga)      | Mitglied          | Stadt                  | Champions-League-Titel * | Letzte Champions-League-Teilnahme * | Mehrheitseigner *              | Deloitte Football Money League * |
| -------------------------- | ----------------- | ---------------------- | ------------------------ | ----------------------------------- | ------------------------------ | -------------------------------- |
| England (Premier League)   | FC Arsenal        | London                 | keine                    | 2016/17                             | Stan Kroenke                   | 11                               |
| England (Premier League)   | FC Chelsea        | London                 | 1 (2012)                 | 2020/21                             | Roman Abramowitsch             | 8                                |
| England (Premier League)   | FC Liverpool      | Liverpool              | 6 (zuletzt 2019)         | 2020/21                             | Fenway Sports Group            | 5                                |
| England (Premier League)   | Manchester City   | Manchester             | keine                    | 2020/21                             | City Football Group            | 6                                |
| England (Premier League)   | Manchester United | Stretford-Old Trafford | 3 (zuletzt 2008)         | 2020/21                             | Familie Glazer                 | 4                                |
| England (Premier League)   | Tottenham Hotspur | London                 | keine                    | 2019/20                             | ENIC Group                     | 9                                |
| Italien (Serie A)          | AC Mailand        | Mailand                | 7 (zuletzt 2007)         | 2013/14                             | Elliott Management Corporation | 30 *                             |
| Italien (Serie A)          | Inter Mailand     | Mailand                | 3 (zuletzt 2010)         | 2020/21                             | Suning Holdings Group          | 14                               |
| Italien (Serie A)          | Juventus Turin    | Turin                  | 2 (zuletzt 1996)         | 2020/21                             | Familie Agnelli                | 10                               |
| Spanien (Primera División) | FC Barcelona      | Barcelona              | 5 (zuletzt 2015)         | 2020/21                             | eingetragener Verein           | 1                                |
| Spanien (Primera División) | Atlético Madrid   | Madrid                 | keine                    | 2020/21                             | Miguel Ángel Gil Marín         | 13                               |
| Spanien (Primera División) | Real Madrid       | Madrid                 | 13 (zuletzt 2018)        | 2020/21                             | eingetragener Verein           | 2                                |

Vor der ersten Saison sollen noch drei weitere bisher nicht feststehende Vereine als Gründungsmitglieder fungieren.

### Organisation
In der Ankündigung vom 18. April wurden einige grobe Pläne und Strukturen publiziert. Demnach sollen die Gründungsvereine für die Organisation der Liga selbst verantwortlich sein, wobei die eigens für die Super League gegründete und Real Madrid nahestehende Firma European Super League Company, S.L. die Liga vermarkten soll.
Folgende Führung der Super League wurde bekannt gegeben:
| Funktion      | Name             | Anmerkung                        | Seit |
| ------------- | ---------------- | -------------------------------- | ---- |
| Präsident     | Florentino Pérez | Präsident von Real Madrid        | 2021 |
| Vizepräsident | Andrea Agnelli   | Präsident von Juventus Turin     | 2021 |
| Vizepräsident | Joel Glazer      | Eigentümer von Manchester United | 2021 |

### Modus
Die 15 Gründungsmitglieder wären nach den Plänen dauerhaft zur Teilnahme an der Super League berechtigt, unabhängig vom Abschneiden in den nationalen Ligen. Die an keine sportlichen Bedingungen geknüpfte Teilnahmeberechtigung an einem regelmäßig durchgeführten Wettbewerb würde im europäischen Profifußball einen einmaligen Vorgang darstellen.
Neben diesen 15 Mitgliedern sollen sich 5 weitere Mannschaften für den Wettbewerb qualifizieren können, wobei die Kriterien dazu nicht bekannt sind, auch der Starttermin wurde von den Verfassern der Ankündigung nicht genannt. Die 20 Teams sollen dann in zwei 10er-Gruppen in Hin- und Rückspiel gegeneinander antreten, gefolgt von einer K.-o.-Phase, ebenfalls mit Hin- und Rückspielen, mit dem abschließenden Finale an einem neutralen Ort. Insgesamt sind 193 Spiele pro Saison veranschlagt. Die Spiele sollen unter der Woche stattfinden, um „den Ablauf der nationalen Ligen nicht zu beeinträchtigen“.

### Finanzen
Die Gründungsmitglieder erhoffen sich „ein deutlich größeres Wirtschaftswachstum und eine Unterstützung für den europäischen Fußball“.
Die US-amerikanische Bank JPMorgan Chase kündigte an, die Super League mit 3,5 Milliarden Euro, die für die Entwicklung der Infrastruktur der Vereine und zur Abfederung der Auswirkungen der COVID-19-Pandemie vorgesehen sein sollen, zu finanzieren. Um Steuern zu vermeiden war die Absicht, die Gelder der Morgen Chase Bank auf einer luxemburgischen Gesellschaft abzulegen, die wiederum über eine weitere Firma von einer niederländischen Stiftung gehalten worden wäre. Auch die Einnahmen sollten nach Luxemburg, das neben den Niederlanden als Steuerparadies gilt, fließen.
Acht Prozent der Fernseheinnahmen, mindestens 400 Millionen Euro, sollten laut Vertrag jährlich für Solidaritätszahlungen und wohltätige Zwecke ausgegeben werden.

### Ausstieg
Die Vereine hatten sich mit einem Vertrag verpflichtet, 23 Jahre lang in der Super League zu spielen. Jedes Jahr seien inklusive Zinsen 264 Millionen Euro an JPMorgan zu erstatten, womit JPMorgan Chase 6,1 Milliarden Euro erhalte. Laut einer Schätzung von Insidern hätte ein Super-League-Klub bis zu 700 Millionen Euro pro Saison erhalten können.
Bei einem Vertragsausstieg beziehungsweise Ligaausstieg sei laut Vertrag eine Einmalzahlung von 150 Millionen Euro durch den aussteigenden Sportclub zu zahlen. Darüber hinaus sei die Hälfte der Einnahmen aus der letzten Super-League-Saison abzugeben und der bis dahin erhaltene Kredit-Betrag an die Morgan-Chase Bank zurückzuzahlen.

### Motto
“The best clubs. The best players. Every week.”

„Die besten Clubs. Die besten Spieler. Jede Woche.“

## Weitere Entwicklungen

### Rückzug der Vereine
Aufgrund der massiven Proteste kündigten die englischen Vereine weniger als 48 Stunden nach Vorstellung der Super League ihren Ausstieg aus dem Projekt an. Der FC Chelsea verließ die Liga auch, da der russische Präsident Wladimir Putin den Chelsea-Eigentümer Roman Arkadjewitsch Abramowitsch wissen ließ, dass er die Champions League unterstütze, weil der russische Staatskonzern Gazprom einer der Hauptsponsoren der Champions League ist. Am 21. April folgten die Ausstiege der drei italienischen Vereine sowie von Atlético Madrid. Die Vereinsführungen und -besitzer entschuldigten sich in öffentlichen Statements bei den Fans. Ed Woodward, stellvertretender Vorsitzender von Manchester United, kündigte seinen Rücktritt zum Jahresende 2021 an. Auch JPMorgan Chase entschuldigte sich bei der Fußballgemeinde.

### Änderungen des Konzepts
Real Madrid und der FC Barcelona stellten sich hingegen weiter hinter das Projekt, das aber in Teilen umgestaltet werden soll. Joan Laporta, Präsident des FC Barcelona bekräftigte die Notwendigkeit der Super League, da die hohen Spielergehälter die Vereine stark belasten würden und diese damit mehr Ressourcen benötigten. Er erklärte aber auch, dass die Mitglieder des FC Barcelona über einen möglichen Einstieg in eine Super League entscheiden sollen. Laut Florentino Pérez, Präsident der Super League und von Real Madrid, sei die Super League nur auf „Standby“. Er verwies darauf, dass die Verträge keine Möglichkeit des Ausstiegs beinhalten würden.
Im Mai 2021 kündigten Real Madrid, der FC Barcelona und Juventus Turin in einer gemeinsamen Erklärung an, dass sie die Einführung der Super League weiter verfolgen würden. Tags zuvor hatte die UEFA die anderen neun Gründungsvereine in einem offiziellen Schreiben begnadigt. Sie erklärten sich im Gegenzug unter anderem bereit, 15 Millionen Euro für die Förderung des Jugend- und Breitenfußballs zu spenden.
Ende 2021 wurde bekannt, dass die Super League, angeführt von Real Madrid, dem FC Barcelona und Juventus Turin, eine offene Liga mit zwei Spielklassen mit je 20 Vereinen plane. Dieses sollte eine offene Liga werden und Konkurrenz zur Champions- und Europaleague sein.
Seit 2022 ist das spanische Unternehmen A22 Sports Management für die Weiterentwicklung verantwortlich. Es wird von Bernd Reichart geleitet, einem ehemaligen RTL-Manager. Er hat eine generelle Diskussion über die Wettbewerbsfähigkeit des Profifußballs angestoßen. Im Februar 2023 wurde ein abermals modifiziertes Konzept vorgestellt, das mehrere Spielklassen mit 60 bis 80 Teams umfasst. Es soll keine dauerhaften Mitglieder in der Super League mehr geben.
Im Dezember 2024 gab A22 Sports Management bekannt, dass unter dem neuen Namen Unify League Vorschläge an die FIFA und die UEFA verschickt wurden. Beim veränderten Konzept sollen die jährlichen Platzierungen der Vereine in den nationalen Ligen Voraussetzung für die Teilnahme sein. Unify sei der Name einer neuen Streaming-Plattform, die die Spiele der Liga übertragen soll.

## Kritik
Die ursprüngliche Ankündigung entfachte ein massives Echo und wurde von verschiedenen Seiten scharf kritisiert. So wurden die zwölf Gründungsmitglieder unter anderem als Dreckiges Dutzend bezeichnet.

### Spieler
Liverpool-Spieler wie James Milner und Jordan Henderson veröffentlichten ein Statement, in dem sie die Super League ablehnten. „Wir mögen es nicht und wollen, dass es nicht passiert“, heißt es darin. Auch Kevin de Bruyne von Manchester City distanzierte sich von der Super League: Das wichtigste Wort sei für ihn „Wettbewerb“, eine Andeutung auf die fehlenden Möglichkeiten zur Qualifikation für die geplante Super League.

### Fans
Im Umfeld einiger an der Gründung der Super League beteiligter Vereine kam es unmittelbar nach Bekanntwerden der Pläne zu Unruhen. Insbesondere der Widerstand von Fans der englischen Klubs war enorm, so kam es im Vorfeld der Premier-League-Begegnung zwischen dem FC Chelsea und Brighton & Hove Albion zu einer Blockade des Anfahrtweges des Chelsea-Busses, die erst nach einer Debatte mit Petr Čech beendet wurde. Das Spiel wurde 15 Minuten später angepfiffen, ein seltener Vorgang in der Premier League.
Am 2. Mai 2021 protestierten Fans von Manchester United vor dem Premier-League-Spiel gegen den FC Liverpool gegen die Glazer-Familie, die seit 2005 Haupteigentümer des Vereins ist. Dabei stürmten ca. 200 Anhänger das Old Trafford, sodass das Spiel abgesagt werden musste.

### Verbände
Die UEFA, die Premier League, Primera División und Serie A sowie die Fußballverbände Englands (FA), Spaniens (RFEF) und Italiens (FIGC) teilten in einer gemeinsamen Erklärung mit, dieses „zynische Projekt stoppen zu wollen“. Die Super League sei „ein Projekt, das auf dem Eigeninteresse einiger weniger Klubs basiert – in einer Zeit, in der die Gesellschaft mehr Solidarität denn je benötigt.“ Die UEFA hält demnach auch einen Bann der an der Super League teilnehmenden Vereine an allen Wettbewerben auf nationaler, europäischer und weltweiter Ebene sowie den Ausschluss von Super-League-Spielern an Welt- und Europameisterschaften für möglich.
Der Geschäftsführer der Deutschen Fußball Liga (DFL), Christian Seifert, äußerte, „dass die DFL jedes Konzept einer europäischen Super League ablehnt“. Der Französische Fußballverband warnte vor den „hegemonialen Träumen einer Oligarchie“, die zum „Verschwinden eines europäischen Systems führen würde, welches dem Fußball eine beispiellose Entwicklung auf dem europäischen Kontinent ermöglicht hat“.
Die European Club Association stellte sich gegen ihren eigenen Vorsitzenden Andrea Agnelli, der mit Juventus Turin zu den Unterstützern der Super League gehört. Die Organisation betonte, das kolportierte Modell abzulehnen. Die Fan-Vereinigung Football Supporters Europe forderte in einem Statement die Verbände dazu auf, „sofort zu handeln, um den europäischen Fußball zu schützen“. Die Super League sei „der letzte Nagel im Sarg des europäischen Fußballs“.

### Politik
Regierungsvertreter aus den drei Staaten, aus denen Vereine Gründungsmitglieder der Super League sind, missbilligten die Pläne der zwölf Vereine. Die konservative britische Regierung um Ministerpräsident Boris Johnson brachte ihre Ablehnung dabei am deutlichsten vor. Während Johnson selbst die Pläne als „sehr schädlich für den Fußball“ bezeichnete, erwähnte der Kultur- und Sportminister Oliver Dowden die Möglichkeit, das Kartellrecht anzuwenden. Man „werde unternehmen, was auch immer nötig ist, denn: Dieser Vorstoß läuft dem Geist des Spiels zuwider“, äußerte Dowden in einer Erklärung. Auch der italienische Ministerpräsident Mario Draghi äußerte sich kritisch über das Projekt European Super League: „Italiens Regierung unterstützt mit Entschlossenheit die Position der italienischen und europäischen Fußballbehörden, um die nationalen Wettbewerbe, leistungsorientierte Werte und die soziale Funktion des Sports zu erhalten.“

## Reaktionen

### Verbände
„Die Spieler, die in der Super League spielen, werden keine WM und EM mehr spielen können, sie werden nicht mehr ihre Nationalmannschaft vertreten können. Nicht nur die Fußballwelt, sondern auch die Gesellschaft und Regierungen stellen sich gegen diesen Nonsens eines Projekts, das auf Gier basiert. Mit dieser zynischen Idee spuckt man allen Fans und der Gesellschaft ins Gesicht.“

„Im Rahmen des UEFA Kongresses in Montreux haben die 55 Mitgliedsverbände eine gemeinsame Erklärung abgegeben, die die Schaffung einer sogenannten Super League auf das Schärfste verurteilt. Solche Pläne sind ein bedrohlicher Auswuchs des Turbo-Kapitalismus und stehen im krassen Gegensatz zu den Werten des Sports. Ich begrüße die volle Geschlossenheit von UEFA, FIFA, den Verbänden und Ligen. Ansonsten besteht die Gefahr, dass Fußball-Europa auseinanderbricht und der Grundsatz der Solidarität völlig auf der Strecke bleibt. Das würde gerade für kleinere und mittleren Nationen wie Österreich einen verheerenden Rückschlag bedeuten und die Basis in ihren Grundfesten erschüttern. Verbände und Klubs quer durch alle Leistungsstufen haben den Fußball über Jahrzehnte gemeinsam dorthin gebracht, wo er jetzt ist. Diese Einheit darf nicht gespalten werden. Fußball ist für alle, nicht nur für eine selbsternannte Elite.“

„Der DFB positioniert sich klar gegen das Konzept einer europäischen Super League. Im Fußball muss es immer um die sportliche Leistung gehen. Sie bestimmt über Auf- und Abstieg sowie die Qualifikation für die jeweiligen Wettbewerbe. Die wirtschaftlichen Interessen einiger weniger Klubs dürfen nicht das praktizierte solidarische Miteinander des Fußballs aufkündigen. Jeder Verein wird sich entscheiden müssen, ob er Teil des solidarisch organisierten Gesamtfußballs bleiben oder ausschließlich egoistische Eigeninteressen außerhalb der UEFA und der nationalen Fußballverbände verfolgen möchte. Der DFB steht daher klar hinter der ausdrücklichen gemeinsamen Erklärung der UEFA mit den Ligen und Nationalverbänden aus England, Italien und Spanien.“

„Wirtschaftliche Interessen einiger weniger Topklubs in England, Italien und Spanien dürfen nicht die Abschaffung gewachsener Strukturen im gesamten europäischen Fußball zur Folge haben. Es wäre insbesondere unverantwortlich, die nationalen Ligen als Basis des europäischen Profifußballs auf diese Weise irreparabel zu beschädigen. Ich unterstütze daher die gemeinsame Erklärung der UEFA mit den Ligen und Nationalverbänden aus England, Italien und Spanien.“

„Nun haben einige Klubs die Masken fallen gelassen und gezeigt, wofür sie wirklich stehen. Schon in den vergangenen Jahren haben sie in regelmäßigen Abständen das Drohgespenst Super League heraufbeschworen, um Änderungen des Teilnehmerfelds und des Verteilungsschlüssels bei den UEFA-Klubbewerben zu ihren Gunsten herbeizuführen, nun haben sie ihre Drohung wahrgemacht. Als Folge dessen hat sich bereits in den letzten Jahren insbesondere das finanzielle Gewicht stark zugunsten der großen Klubs verschoben, was mittlerweile massive Auswirkungen auf die Wettbewerbsgleichheit in den internationalen, aber vor allem auch in den nationalen Bewerben hat.“

„Die Pläne widersprechen jeglichen Werten, die wir eigentlich vorleben. Es geht nur noch um das kommerzielle Produkt Fussball. […] Für den internationalen Club-Fussball sind die Pläne absolut verheerend, aber natürlich auch für den nationalen. […] Schweizer Clubs nehmen schliesslich an internationalen Wettbewerben der Uefa teil. Und diese Wettbewerbe sind bei einer Superliga akut gefährdet. […] [Eine Folge ist], dass insgesamt massiv weniger Geld im Umlauf wäre in den Wettbewerben. Zuletzt äusserte sich die Uefa dahingehend, dass diese Gelder, welche zweckgebunden für den Nachwuchsfussball eingesetzt werden müssen, in Zukunft grösser werden. Mit einer Superliga als Konkurrenzprodukt wäre das aber sicherlich nicht mehr der Fall.“

### Vereine
„Das ist ein Verbrechen am Fußball. Wer in dieser Liga mitspielen will, muss aus allen nationalen Ligen aussortiert werden. Mit allen Mannschaften. Die Jugend, die Frauen – alle müssen dann raus. Dass Bayern und Dortmund nicht mitmachen, zeigt, dass sie Rückgrat haben. Für einen Klub, bei dem die Fans You’ll Never Walk Alone singen, ist das beschämend.“

„Der FC Bayern hat sich an den Planungen einer Super League nicht beteiligt. Wir sind davon überzeugt, dass die aktuelle Statik im Fußball eine seriöse Basis garantiert. […] Ich glaube nicht, dass die Super League die finanziellen Probleme der europäischen Klubs lösen wird, die durch Corona entstanden sind. Vielmehr sollten alle Vereine in Europa solidarisch daran arbeiten, dass die Kostenstruktur, insbesondere die Spielergehälter und die Honorare für die Berater, den Einnahmen angepasst werden, um den gesamten europäischen Fußball rationaler zu gestalten.“

„Es wird hierbei das Ziel der Profitmaximierung mit einer geschlossenen Liga über den sportlich fairen Wettkampf gestellt. Einmal mehr zeigt sich: Investoren verfolgen stets das Ziel, das investierte Geld mit entsprechender Rendite zu vervielfachen. Dabei sind die Gründungsidee, Werte und Traditionen von Klubs oftmals unerheblich, ja mitunter sogar störend. Dieses Modell lehne ich klar ab. Der Fußball soll auch in herausfordernden Zeiten vielfältig bleiben. Sportlich, wirtschaftlich, sozial. Daher müssen UEFA und FIFA dem einen Riegel vorschieben.“

### Spieler und Trainer
„Eine mögliche Super League wäre eine Abkehr von 70 Jahren europäischem Klubfußball. Während meiner Zeit bei United haben wir vier Champions-League-Finals gespielt, das waren immer ganz besondere Abende. Fans auf der ganzen Welt lieben den Wettbewerb, wie er ist.“

„Ich habe mich in den Fußball verliebt, in den Fußball der Fans. Ich hatte den Traum, meinem Herzensverein im Wettbewerb mit den Besten zu unterstützen. Wenn diese Super League kommt, sind diese Träume vorbei. Die Illusionen der Fans der Mannschaften, die nicht zu den Besten gehören, wenn sie in den Wettbewerben antreten, werden enden. Ich liebe den Fußball und kann nicht mehr schweigen! Ich glaube an eine Champions League und nicht daran, dass die Reichen das klauen, was die Leute erschaffen haben: nichts anderes als den schönsten Sport der Welt.“

„Ich spüre, dass diese Super-League-Verschwörung auf ihrem absurden und habgierigen Arsch sterben wird.“

„Es ist eine absolute Schande. Wir müssen uns in diesem Land die Macht zurückerkämpfen von den Klubs an der Spitze der Liga - und das beinhaltet meinen Klub. Den Klub, den ich liebe und mein ganzes Leben lang unterstützt habe. […] Es ist die pure Gier, das sind Hochstapler […] Zieht ihnen alle Punkte ab, setzt sie ans Ende der Liga und nehmt ihnen ihr Geld weg. Ernsthaft, man muss das mit Gewalt verhindern. Es ist ein krimineller Akt gegen die Fans. Bestraft sie!“

„Fußball ist Glück, Freiheit, Leidenschaft, Fans und ist für jeden. Dieses Projekt ist ekelhaft, nicht fair und ich bin enttäuscht, dass Vereine, die ich vertreten habe, daran beteiligt sind.“

„Wenn die SuperLeague realisiert wird, wird sie den Fußball mit seinen nationalen Ligen, wie wir sie kennen, zerstören, und das ist ein sehr trauriger Gedanke für mich.“